# Psammodrilidae
Psammodrilidae – rodzina wieloszczetów o nieustalonej pozycji systematycznej.

## Taksonomia
Rodzina opisana została w 1952 roku przez Bertila Swedmarka. Zaliczana była do własnego rzędu Psammodrilida w obrębie wieloszczetów osiadłych.

## Opis
Drobne, czerwokształtne wieloszczety o prostomium i peristomium pozbawionych przydatek. Głaszczki nieobecne. Co najmniej jeden przedni segment bez szczecinek. Parapodia, z wyjątkiem tułowiowych cirri grzbietowych, zredukowane. U jednej z form obecne odwłokowe tori neuropodialne, a w pozostałych brak płatów parapodialnych. Notopodia w regionie środkowych silnie wydłużone i wsparte przez acicula. Wszystkie szczecinki proste.

## Systematyka
Zalicza się tu 2 rodzaje:
- Psammodriloides Swedmark, 1958
- Psammodrilus Swedmark, 1952